# Tyrosinkinase Lyn
Die Tyrosinkinase Lyn ist ein Enzym im Zytosol von Wirbeltierzellen, unter anderem in den B-Zellen des Immunsystems und mehreren anderen Zelltypen. Lyn katalysiert die Phosphorylierung von Tyrosin, das in Proteinen eingebaut ist. Die so veränderten Proteine verändern dadurch ihren Aktivitätszustand oder ihre Funktion. Diese Reaktionen sind Teil einer Vielzahl von Signalkaskaden, die die Genexpression in den entsprechenden Zellen und damit ihr weiteres Verhalten beeinflusst. Lyn ist bei Totenkopfaffen in die Infektion mit dem Herpesvirus saimiri involviert.

## Funktion in B-Zellen
Es handelt sich um eine Src-Kinase, die in B-Zellen vorliegt und die Signalleitung des B-Zell-Rezeptors vermittelt. Aktiviertes Lyn phosphoryliert ITAMs in den intrazellulären Domänen der B-Zell-Rezeptor-assoziierten Ketten Ig-alpha und Ig-beta. An diese phosphorylierten Motive kann daraufhin die für das B-Zell-Rezeptor-Signal überaus wichtige Kinase Syk binden.

## Aktivierung von Lyn
Lyn besitzt mehrere charakteristische Proteindomänen, darunter eine SH3-Domäne, eine SH2-Domäne und eine Kinase-Domäne. Zwei Tyrosine in Lyn können phosphoryliert werden, was die Aktivität der Kinase reguliert. Durch die Phosphorylierung eines Tyrosins (Tyr527) am C-Terminalen Ende des Proteins faltet sich das Protein zusammen und wird inaktiv. Nur wenn dieses Tyrosin unphosphoryliert ist, ist die Kinase in einer funktionsfähigen Konformation. Diese Phosphorylierung wird von Phosphatasen wie CD45 und CD148, die die aktive Konformation begünstigen und Kinasen wie Csk und Chk, die die Inaktive Form begünstigen vermittelt. Die Phosphorylierung des Tyr 527 ist somit wichtig für die potentielle Aktivierbarkeit von Lyn. Aber erst durch die Phosphorylierung eines anderen Tyrosins (Tyr 416) in der Kinase-Domäne wird Lyn wirklich aktiv. Dieser zweite Tyrosinrest wird durch benachbarte Src-Kinasen wie Fyn, Blk oder ein weiteres Lyn-Molekül phosphoryliert. Dies geschieht bevorzugt, wenn B-Zell-Rezeptoren und damit die assoziierten Src-Kinasen durch Antigenbindung aggregieren. Eine Vernetzung der B-Zell-Rezeptoren löst so die Aktivierung von Src-Kinasen wie Lyn aus.